# Tomasjpil
Tomasjpil (Oekraïens: Томашпіль, Pools: Tomaszpol) is een stedelijke nederzetting en gemeente in de Oekraïense oblast Vinnytsja.

## Galerij

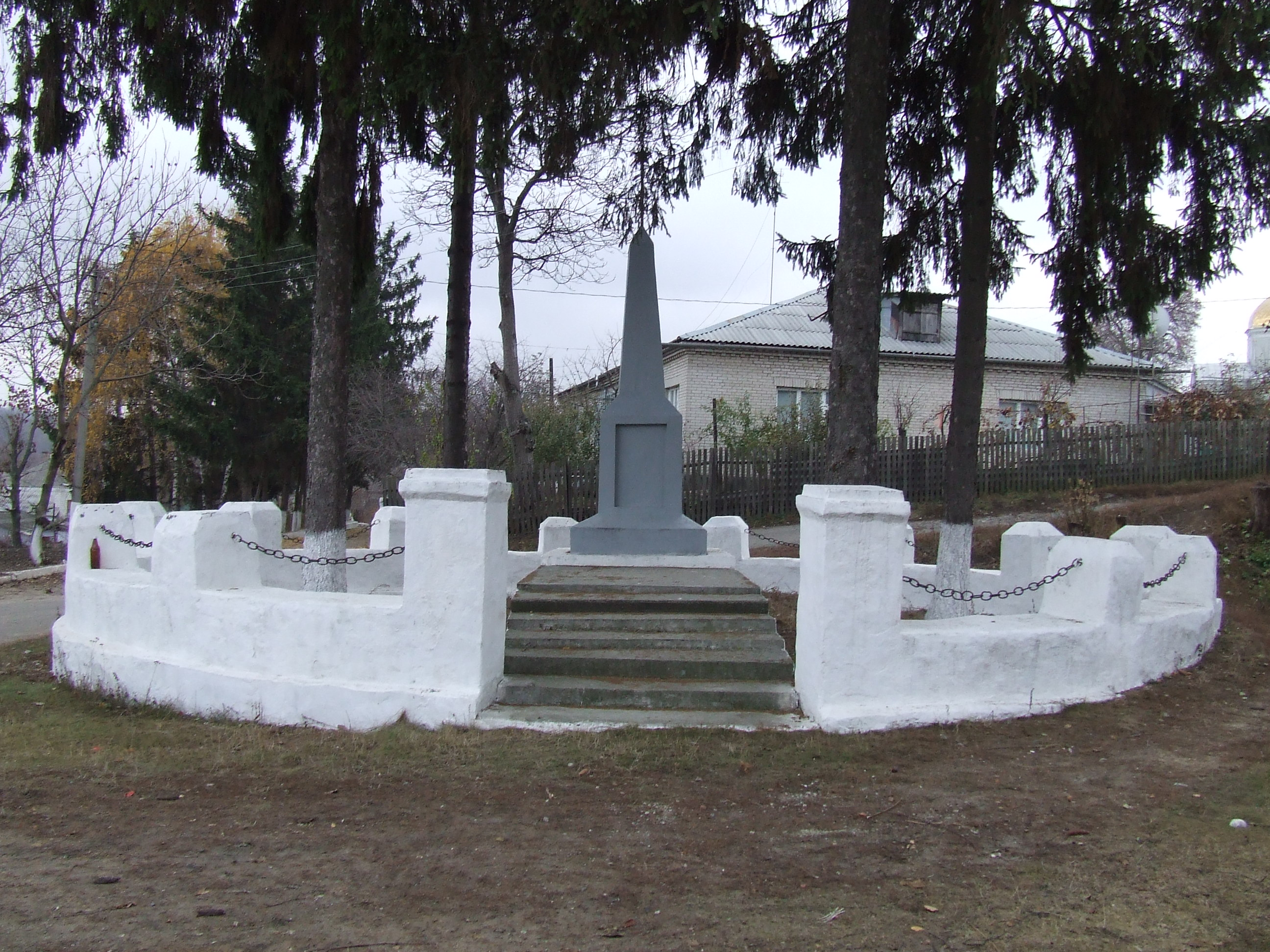
Gedenkteken voor de 2e Wereldoorlog
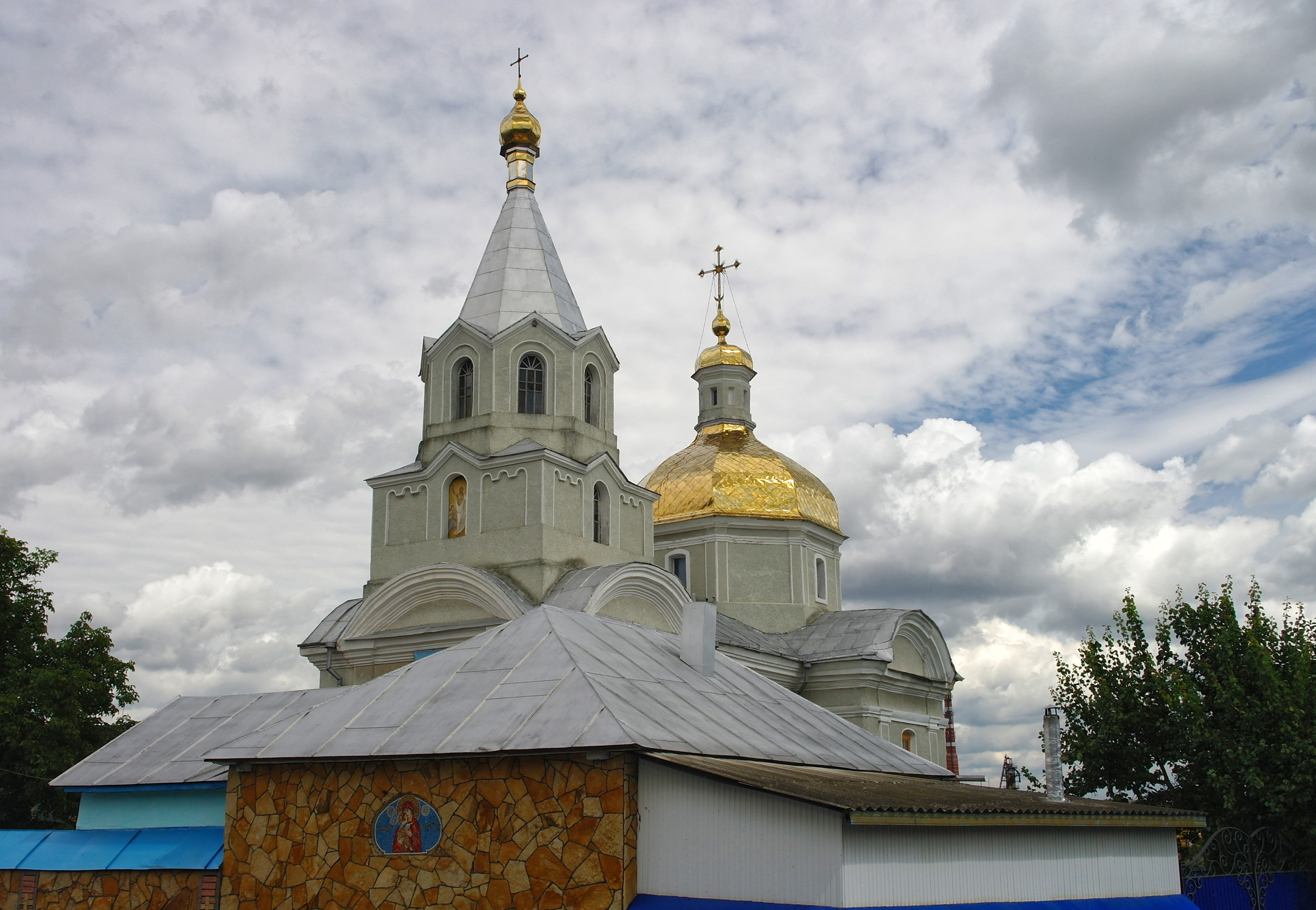
Kerk in Tomasjpil